# Bundeseinheitliche Benennungsliste
Die  Bundeseinheitliche Benennungsliste für zahntechnische Leistungen, (kurz: Bundeseinheitliche Benennungsliste (BEB)) ist ein offizielles Fachverzeichnis zahntechnischer Leistungen, die durch den Verband Deutscher Zahntechniker-Innungen (VDZI) entwickelt wurde.  Die derzeitige BEB Zahntechnik gilt seit dem 1. Januar 2009. Das umfassende Fachverzeichnis ermöglicht eine transparente Leistungsdokumentation und die Abrechnung zahntechnischer Leistungen bei zahntechnischen Privatleistungen.
Die BEB Zahntechnik dokumentiert die zahntechnische Leistungsvielfalt zur Versorgung der Bevölkerung mit Zahnersatz, Zahnkronen, Kieferorthopädie, Schienentherapie sowie Leistungen zur Wiederherstellung der Funktionsfähigkeit von Zahnersatz.

## Historie
Die 1. Ausgabe der BEB wurde erstmals im Jahre 1973 vom Verband Deutscher Zahntechniker-Innungen herausgegeben und liegt derzeit in der 8. Auflage vor. Zur besseren Kalkulation erfolgte die Verknüpfung der BEB mit der REFA-methodischen Arbeitszeitwirtschaft für das Zahntechniker-Handwerk.

## Abgrenzung
Das Bundeseinheitliche Leistungsverzeichnis der abrechnungsfähigen zahntechnischen Leistungen (BEL) enthält alle zahntechnischen Leistungen, die im Rahmen der vertragszahnärztlichen Versorgung bei gesetzlich Krankenversicherten erbracht werden können. Das BEL wird gemäß § 88 Abs. 1 SGB V zwischen dem GKV-Spitzenverband und dem Verband Deutscher Zahntechniker-Innungen (VDZI) vereinbart.
Für privat versicherte Patienten und für Privatleistungen bei Kassenpatienten ist das BEL nicht bindend, weil sie keine Taxe ist. Die Zahntechnikkosten können – wie bei allen Gewerbetreibenden – nach Angemessenheit und Ortsüblichkeit durch das jeweilige zahntechnische Laboratorium kalkuliert werden. Die Bundeseinheitliche Benennungsliste für zahntechnische Leistungen wird dafür meist als Kalkulationsgrundlage verwendet. Ein Labor ist darin frei, die Leistungen zu pauschalieren, andere Planzeiten zu kalkulieren oder sie gänzlich anders darzustellen.

## Berechnungsmodus
Die Bundeseinheitliche Benennungsliste für zahntechnische Leistungen selbst enthält keine Preise, sondern stellt eine Kalkulationshilfe des Zahntechnikerhandwerks dar. Den dort genannten Planzeiten für jede einzelne zahntechnische Leistung sind die sogenannten Rüst- und Verweilzeiten hinzu zu addieren. Die Planzeit ist diejenige Zeit, die durchschnittlich für die Herstellung jeder zahntechnischen Teilleistung notwendig ist. Unter der Rüstzeit versteht man die Zeit, die für die Vorbereitung eines Arbeitsgangs notwendig ist. Die Verweilzeit ist diejenige Zeit, in der der Handwerker nicht direkt tätig ist, aber beispielsweise zur Überwachung eines Vorgangs mit der entsprechenden Teilleistung zeitlich besetzt ist. Danach werden die Zeiten mit einem Minutenkostenfaktor, den jedes zahntechnische Labor individuell kalkuliert, multipliziert. Der Minutenkostenfaktor kann bei den Teilleistungen innerhalb einer Rechnung differieren, je nachdem, ob ein Zahntechnikermeister, ein Geselle, ein Auszubildender oder eine Hilfskraft mit der jeweiligen Teilleistung beschäftigt ist. Aus der Summe aller so errechneten Einzelleistungskosten resultieren zunächst die Herstellungskosten. Zu diesen Herstellungskosten werden die Materialkosten, ein Risikozuschlag und ein Gewinnzuschlag addiert. Edelmetallkosten für Dentallegierungen (zum Tagespreis) und die (reduzierte) Umsatzsteuer in Höhe von 7 % (Stand 2014) werden gesondert in Rechnung gestellt.